# Märchensee (Wendelsheim)
Der Märchensee ist ein See beim Rottenburger Stadtteil Wendelsheim im Landkreis Tübingen in Baden-Württemberg. Seinen Namen erhielt er aufgrund seines „wundersamen“ Entstehens. Der See entstand durch einen Wassereinbruch über Nacht.

## Lage
Der Märchensee liegt in einem bis in die 1960er Jahre betriebenen Steinbruch nahe dem Pfaffenberg bei Wendelsheim. Abgebaut wurden Sandsteine der Schilfsandstein-Formation im Mittelkeuper, die noch in mehreren hundert Meter langen und bis zu fünf Meter hohen Wänden anstehen. Seit einiger Zeit verliert der See immer mehr Wasser, da der Untergrund mit den Jahren brüchiger geworden ist. Allerdings wird nicht der gesamte Steinbruch vom Märchensee bedeckt. Ein Teil des Steinbruchs liegt trocken, es gibt weitere kleine Seen.

## Fauna
Der Steinbruch wurde zum flächenhaften Naturdenkmal erklärt und steht damit unter Naturschutz. Unter der Bezeichnung Aufgelassener Steinbruch am Märchensee, Wendelsheim ist er auch als Geotop geschützt. Der Märchensee ist einer der seltenen Laichplätze der Geburtshelferkröten, der 1928 durch eine Aussetzung begründet wurde.